# Marco Marchionni
Marco Marchionni (Monterotondo, 1980. július 22.) olasz válogatott labdarúgó, jelenleg a Parma középpályása.

## Sikerei, díjai
- Torneo di Viareggio: 1
  - Empoli: 2000
- Olasz kupa: 1
  - Parma: 2001-2002
- Serie B: 1
  - Juventus: 2006-2007